# Leisuretowne (Nova Jérsei)
Leisuretowne é uma Região censo-designada localizada no estado americano de Nova Jérsei.

## Demografia
Segundo o censo americano de 2000, a sua população era de 2535 habitantes.

## Geografia
De acordo com o United States Census Bureau tem uma área de
4,8 km², dos quais 4,6 km² cobertos por terra e 0,2 km² cobertos por água.

## Localidades na vizinhança
O diagrama seguinte representa as localidades num raio de 16 km ao redor de Leisuretowne.